# Франческо Бандарин
Франческо Бандарин (итал. Francesco Bandarin; рођен 26. децембра 1950) је италијански архитекта. Био је директор Унесковог центра за светску баштину од 2000. до 2010. године, а затим помоћник генералног директора Унеска за културу од 2010. до 2018. године.

## Биографија
Дипломирао је архитектуру на Università Iuav у Венецији и магистрирао урбанизам на Универзитету Калифорније (Беркли).
Као директор Центра за светску баштину, Франческо Бандарин је био одговоран за имплементацију Конвенције о заштити светске културне и природне баштине и у том циљу координирао је институционалне активности које се односе на упис локалитета на Листу светске баштине.
За то време, Центар је покренуо низ тематских програма (шуме, верски интереси, мале острвске државе у развоју, марина, градови и више) и омогућио стварање истраживачких и центара за обуку у Бахреину, Бразилу, Кини, Индији, Италији, Мексику и Јужној Африци.
За очување урбаног наслеђа у ширем смислу залагао се и Франческо Бандарин. Тај приступ је садржан у Препоруци о историјском урбаном пејзажу, коју је усвојила Генерална конференција Унеска 10. новембра 2011. године. Према том тексту, УНЕСКО сматра да, „како би се подржала заштита природног и културног наслеђа, акценат треба ставити на интеграцију стратегија очувања историјског урбаног подручја, управљања и планирања у процесе локалног развоја и урбаног планирања, као што је нпр., савремена архитектура и развој инфраструктуре, за које би примена пејзажног приступа помогла у одржавању урбаног идентитета”.
Током његовог мандата као помоћника генералног директора, Сектор за културу УНЕСКО-а је предводио иницијативе које су помогле да се култура успостави као питање одрживости, сама по себи.
Ово је довело до усвајања Декларације из Хангџоуа: Стављање културе у срце политика одрживог развоја 17. маја 2013.
Ова оријентација се такође налази у првом Унесковом Глобалном извештају о култури за одрживи урбани развој („Култура: урбана будућност“), објављеном 18. октобра 2016. током Треће конференције Уједињених нација о становању и одрживом урбаном развоју (Habitat III).
Унеско и Светска туристичка организација потписали су 12. децембра 2017. Мускатску декларацију о туризму и култури: Подстицање одрживог развоја. Када се њиме правилно управља, туризам може бити „средство за промовисање међукултуралног дијалога, стварање могућности за запошљавање, сузбијање руралних миграција и неговање осећаја поноса међу заједницама домаћинима“.
Франческо Бандарин се редовно појављује у медијима, кад год су културна добра угрожена. Он такође представља једно место светске баштине сваког месеца у Il Giornale dell'Arte.
Године 2014. био је председник жирија Венецијанског бијенала архитектуре. Током 2019. и 2020. године председавао је Светском судијском комисијом за Прик Версаиллес.

## Главне публикације
- Bandarin, Francesco; Oers, Ron van (2012). The Historic Urban Landscape: Managing Heritage in an Urban Century. Chichester: John Wiley & Sons. ISBN 978-0-470-65574-0.
- Bandarin, Francesco; Oers, Ron van (2014). Reconnecting the City: The Historic Urban Landscape Approach and the Future of Urban Heritage. Chichester: John Wiley & Sons. ISBN 978-1-118-38398-8.
- Roders, Ana Pereira; Bandarin, Francesco (2019). Reshaping Urban Conservation: The Historic Urban Landscape Approach in Action. New York: Springer. ISBN 978-981-10-8887-2.

## Орден
- Велики официр Ордена за заслуге Републике Италије (2012) [19]